# Don McCullin
Donald McCullin (St. Pancras, Londres, 9 de octubre de 1935), es un fotoperiodista británico especialmente reconocido por sus fotografías de guerra e imágenes de conflictos urbanos. Su carrera, que empezó en 1959, se ha especializado en examinar las clases más desfavorecidas de la sociedad y sus fotografías han descrito a los desempleados, a los oprimidos y a los empobrecidos.

## Biografía
Hijo de una familia de clase trabajadora, creció en Finsbury Park, en un entorno al norte de Londres que era algo violento, pero durante los bombardeos (Blitz) en la Segunda Guerra Mundial fue evacuado a una granja en Norton St Philip en Somerset. Pronto durante la educación secundaria mostró ser ligeramente disléxico pero mostró talento para dibujar. Ganó una beca para la Escuela de Artes y Oficios Hammersmith, donde estuvo estudiando entre 1948 y 1950, pero, a causa de la muerte de su padre abandonó los estudios con 15 años y sin cualificaciones, para trabajar en el caterin de los ferrocarriles británicos. En 1953 entró en el ejército al servicio de la Real Fuerza Aérea británica (RAF).

## Periodismo fotográfico
Entre 1953 y 1955, durante el periodo de su servicio militar en la Fuerza Aérea Británica estuvo destinado en la zona del Canal de Suez por lo que estuvo presente en la guerra del Sinaí de 1956, trabajando como ayudante de fotógrafo, ya que no pudo aprobar la prueba teórica para ser fotógrafo y tuvo que ejercer en el laboratorio fotográfico. Durante este periodo McCullin compró su primera cámara, una Rolleicord que le costó 30 libras, cuando estuvo destinado en Nairobi, Kenia. Tras estar destinado en Chipre, regresó a Gran Bretaña. La escasez de fondos le obligó a ceder su cámara a una casa de empeños y su madre utilizó el dinero para canjear su anillo de compromiso.
En 1958 tomó una fotografía de una pandilla de delincuentes de Londres que posaba delante de un edificio bombardeado. Mc Cullin fue persuadido por sus colegas para enviar su fotografía titulada The Guvnors of Seven Sisters Road, (Guvnors, era el nombre por el que se conocía a la pandilla), a The Observer, quién la publicó, iniciando así su camino como fotógrafo al ser contratado entre 1961 y 1964. En 1961 realizó diversas fotografías sobre la construcción del muro de Berlín, lo que le supuso un premio de la prensa británica. En 1964 fue enviado por The Observer a Chipre. Entre 1966 y 1984, trabajó como un corresponsal en el extranjero para Sunday Times Magazine, y obtuvo imágenes de catástrofes ecológicas y humanas como guerras, de ese modo hizo fotografías sobre la pobreza en Irlanda, las guerras de Biafra, Congo y Vietnam en 1968, y también a las víctimas de la epidemia de sida en África, y en la India y Pakistán en 1970. La dura cobertura que realizó de la guerra de Vietnam y del conflicto de Irlanda del Norte es objeto de alta consideración. Asimismo se suelen destacar sus reportajes sobre Chipre y las guerras africanas. Buena parte de sus trabajos se publicaron en revistas como Time, Life y Der Spiegel.
En 1984 dejó el Sunday Times, poco antes de ser comprado por Rupert Murdoch, se convierte en freelance y se dedica a fotografiar paisajes y naturalezas muertas. En 1989 expresó su deseo de no hacer más fotos de guerras, sin embargo, en 1990 fotografió los comienzos de las guerras de Sadam Huseín contra los kurdos. McCullin ya había hecho antes un llamamiento contra la violencia en su exposición de 1971 en Kodak, así como anteriormente en la exposición colectiva de 1967 en Nueva York denominada como Concerned Photographers.
También tomó fotografías de Maryon Park en Londres cuál estuvo siendo utilizado por Michelangelo Antonioni en la película Blowup. En 1968, tuvo la fortuna de que su cámara Nikon paró una bala que se dirigía hacia él. El 28 de julio de 1968 fue invitado para fotografiar a los Beatles, que estaban en lo más alto de su fama y a mitad de la grabación de El Álbum Blanco. Estas sesiones fotográficas, realizadas en diversas ubicaciones de Londres se conocen como The Mad Day Out. Las fotografías realizadas este día se publicaron en 2010 en un libro llamado Un Día en la Vida de los Beatles.
En 1982 el Gobierno británico rechazó conceder McCullin un pase de prensa para cubrir la Guerra de Malvinas, con la excusa de que estaba todo ocupado. Sin embargo otros interpretaron que sus imágenes podrían ser demasiado perturbadoras políticamente para el gobierno de Thatcher.
Desde joven se ganó una reputación de ser capaz de tomar fotografías directas y agresivas en situaciones difíciles.
Es autor de numerosos libros, incluyendo Los palestinos (con Jonathan Dimbleby, 1980), Beirut: una ciudad en crisis (1983) y Don McCullin en África (2005). Su libro, Shaped by War (2010) fue publicado para acompañar una exposición retrospectiva en el Museo de Guerra Imperial del Norte en Salford, y después en la Galería de Arte Victoria, en Bath y en el Museo de Guerra Imperial, en Londres. Una publicación reciente es Southern Frontiers: A Journey Across the Roman Empire (Fronteras Del sur : Un Viaje A través del Imperio Romano), que es un poético y contemplativo estudio basado en una selección de ruinas romanas y prerromanas situadas en África del norte y en Oriente Próximo.
En 2012 se realizó una película documental sobre su vida titulada McCullin y dirigida por David Morris y Jacqui Morris. La película estuvo nominada para dos premios BAFTA.
En los últimos años el trabajo de McCullin ha girado hacia el paisaje, bodegones y retratos de encargo. En noviembre de 2015 McCullin fue nombrado Foto-Maestro de Fotografía de Londres (Photo London Master of Photography) para 2016. Se realizó una exposición especial dedicada a su trabajo.
En febrero de 2018 la BBC filmó y retransmitió el mayo siguiente, el documental Carretera a Palmira (The Road To Palmyra) en el que McCullin visita Siria con historiador Dan Cruickshank para ver la devastación que dejó el conflicto en Palmira, declarada por la UNESCO sitio patrimonio de la humanidad en peligro.
A pesar de su reputación como fotógrafo de guerra, McCullin ha dicho que Alfred Stieglitz era una influencia clave en su trabajo.

## Vida personal
Estuvo viviendo en Braughing, Hertfordshire durante años, pero desde 2011 se ha establecido en Somerset. Está casado y tiene cinco niños de sus matrimonios.

## Publicaciones
- The Destruction Business. Open Gate Books. 1971. ISBN 0-333-13022-7.
- Is Anyone Taking Any Notice?. MIT Press. 1973.
- Anton Wallich-Clifford & Don McCullin (1974). No Fixed Abode. Macmillan Publishers.
- Homecoming. Macmillan. 1979.
- Jonathan Dimbleby & Don McCullin (1980). The Palestinians. Quartet Books. ISBN 0-7043-3322-8.
- Hearts of Darkness: Photographs by Don McCullin. Secker and Warburg. 1980.
- Don McCullin. (1983). Beirut: A City in Crisis. New English Library. ISBN 0-450-06037-3.
- Don McCullin. (1987). Perspectives. Harrap. ISBN 0-245-54368-6.
- Don McCullin ; introduction by John Fowles. (1989). Open Skies. Jonathan Cape. ISBN 0-224-02539-2.
- Norman Lewis & Don McCullin (1993). An Empire of the East: Travels in Indonesia. London: Jonathan Cape. ISBN 0-224-03230-5.
- Don McCullin (1994). Sleeping with Ghosts: A Life's Work in Photography. London: Jonathan Cape. ISBN 0-224-03241-0.
- Don McCullin (1999). India. London: Jonathan Cape. ISBN 0-224-05089-3.
- Cold Heaven. Christian Aid. 2001. ISBN 0-904379-47-7.
- Don McCullin; with Lewis Chester. (2002). Unreasonable Behaviour: An Autobiography. Vintage Books. ISBN 0-09-943776-7.
- Don McCullin (2003). Don McCullin. London: Jonathan Cape. ISBN 0-224-07118-1.
- Life Interrupted. Christian Aid. 2004. ISBN 0-904379-64-7.
- Don McCullin. (2005). Don McCullin in Africa. London: Jonathan Cape. ISBN 0-224-07514-4.
- Don McCullin (2007). Don McCullin in England. London: Jonathan Cape. ISBN 978-0-224-07870-2.
- Don McCullin (2010). Shaped by War. Vintage. ISBN 978-0-224-09026-1.
- Don McCullin (2010) Un Día en la Vida de los Beatles. Londres: Jonathan Cabo. ISBN 9780224091244. Nueva York: Rizzoli. ISBN 9780847836116.
  - Un día en la vida de los Beatles: un giorno speciale con John, Paul, George e Ringo. Milán: Rizzoli. ISBN 9788817043793.
  - Un día en la vida de los Beatles: söndagen den 28 juli 1968. Estocolmo: Max Ström. ISBN 9789171262042.
- Don McCullin (2010). Southern Frontiers: A Journey Across the Roman Empire. London: Jonathan Cape. ISBN 978-0-224-08708-7.
- El Paisaje. Londres: Jonathan Cabo, 2018. ISBN 978-1787330429.

## Premios

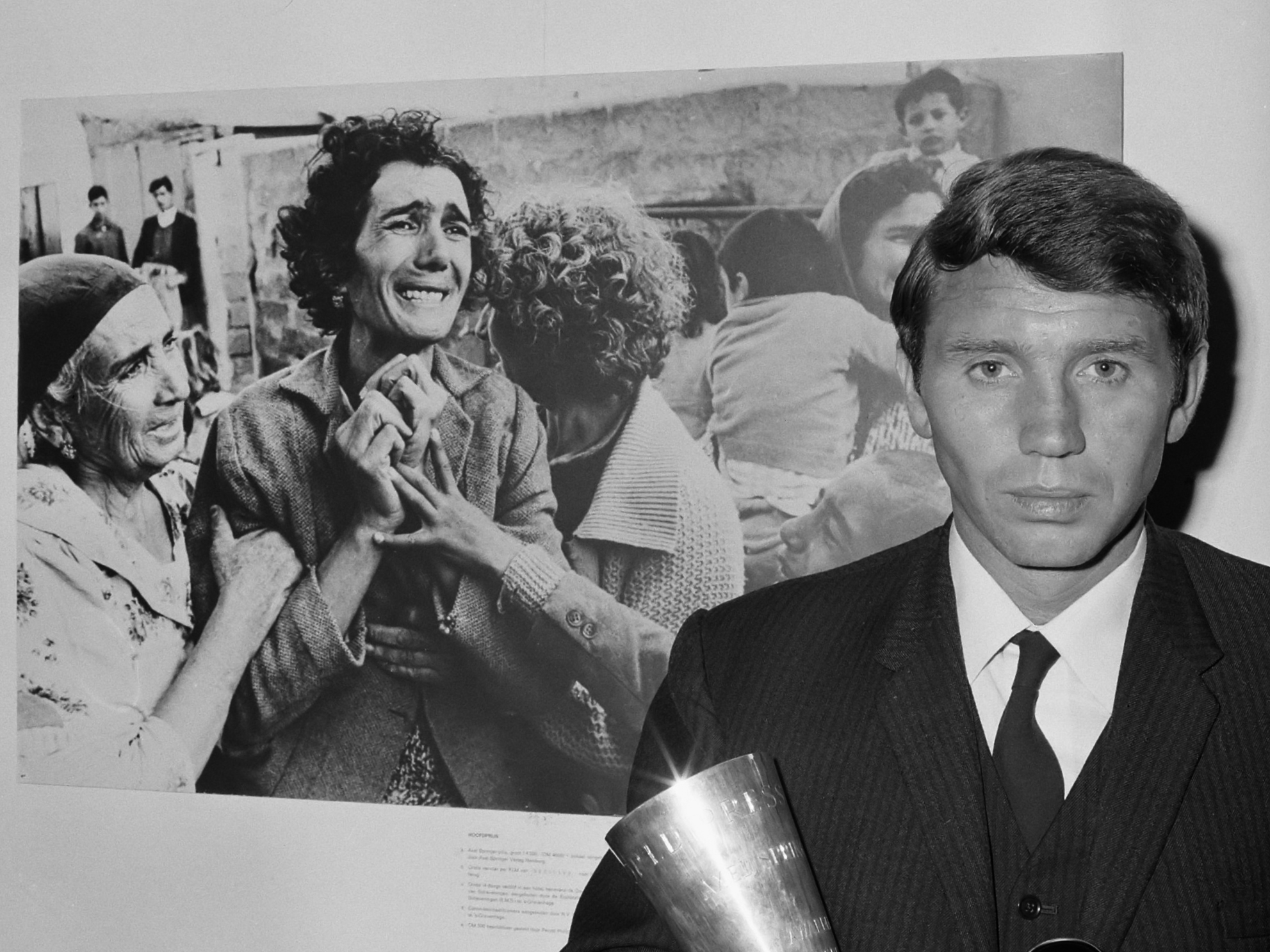
McCullin Recibiendo el Premio World Press Photo en 1964

- 1964: Premio World Press Photo of the Year, Ámsterdam, por su cobertura de la guerra en Chipre.[21]
- 1964: Foto-Historias, tercer premio en World Press Photo, Ámsterdam.[22]
- 1964: Medalla de Oro de Varsovia.[23]
- 1974: Noticias generales, primer premio en World Press Photo 1973, Ámsterdam.
- 1977: Miembro honorario de la Royal Photographic Society (FRPS).[24]
- 1978: Foto-Historias, primer premio en World Press Photo 1977, Ámsterdam.
- 1984: Spot News, segundo premio en World Press Photo 1983, Ámsterdam.
- 1993: Doctor honorario de la Universidad de Bradford.[23]
- 1993: CBE, fue el primer fotoperiodista que recibió este honor.[25]
- 1994: Graduado honorario de The Open University.[26]
- 2003: Medalla Especial por el 150.º aniversario de la Royal Photographic Society y miembro honorario (HonFRPS) en reconocimiento de una contribución sostenida y significativa al arte de fotografía.[27]
- 2006: Premio Cornell Capa del Centro Internacional de Fotografía.[28]
- 2007: Medalla de Centenario de la Royal Photographic Society.[29]
- 2008: Doctorado Honorario de Letras por la Universidad de Gloucestershire en reconocimiento de su trabajo a lo largo de su vida en fotoperiodismo.[30]
- 2009: Miembro Honorario de la Universidad de Artes de Hereford.[31]
- 2011: Grado Honorario (doctor en Artes) de la Universidad de Bath.[32]
- 2016: Lucie Awards en Consecución en Photojournalism categoría[33]
- 2017: McCullin fue nombrado Caballero en el 2017 New Year Honors por sus servicios a la fotografía.
- 2017: Grado Honorario (doctor en Letras) de la Universidad de Exeter.[34]